# Светско првенство у скоковима у воду 2019 — даска 3 м за жене
Такмичење у скоковима у воду за жене у дисциплини даска 3 метра на Светском првенству у скоковима у воду 2019. одржано је 18. јул (квалификације и полуфинале) и 19. јула (финале) 2019. године као део програма Светског првенства у воденим спортовима. Такмичења су се одржала у базену Општинског центра за водене спортове у Квангџуу у Јужној Кореји.
Учестовала је укупно 51 такмичарка из 32 земље. Титулу светске првакиње по трећи пут у низу освојила је кинеска такмичарка Ши Тингмао, која је тако одбранила златне медаље освојене у Казању 2015. и Будимпешти 2017. године. Сребрну медаљу је освојила такође Кинескиња Ванг Хан, док је бронза припала аустралијској такмичарки Медисон Кини. 

## Освајачи медаља
|                  | Резултат |                | Резултат |                    | Резултат |
|                  |          |                |          |                    |          |
| Ши Тингмао (КИН) | 391,00   | Ванг Хан (КИН) | 372,85   | Медисон Кини (АУС) | 367,05   |

## Учесници по земљама
На такмичењу је учестовала укупно 51 такмичарка из 32 земље, а свака од земаља имала је право да учествује са максимално 2 такмичара у овој дисциплини.
- Аустралија (2)
- Белорусија (1)
- Бразил (2)
- Велика Британија (2)
- Египат (2)
- Ирска (1)
- Италија (2)
- Јапан (1)
- Јужна Африка (2)
- Јужна Кореја (2)
- Канада (2)
- Кина (2)
- Колумбија (2)
- Литванија (1)
- Макао (1)
- Малезија (2)
- Мексико (2)
- Немачка (2)
- Нови Зеланд (2)
- Норвешка (1)
- Пољска (1)
- Русија (2)
- Сингапур (1)
- Сједињене Државе (2)
- Украјина (2)
- Финска (1)
- Холандија (1)
- Хонгконг (1)
- Хрватска (1)
- Чиле (1)
- Швајцарска (2)
- Шведска (2)

## Резултати
Квалификације су одржане 18. јула са почетком у 10:00 часова по локалном времену, а 18 најбоље пласираних је такмичење наставило у полуфиналу које је одржано истог дана са поечтком од 15:30 часова. Финале је одржано дан касније са почетком од 20:45 часова.
| ПЛ. | Скакач             | Држава           | Квалификације | Квалификације | Полуфинале        | Полуфинале        | Финале            | Финале            |
| ПЛ. | Скакач             | Држава           | Поена         | Плас.         | Поена             | Плас.             | Поена             | Плас.             |
| --- | ------------------ | ---------------- | ------------- | ------------- | ----------------- | ----------------- | ----------------- | ----------------- |
|     | Ши Тингмао         | Кина             | 357,90        | 1.            | 359,40            | 1.                | 391,00            | 1.                |
| 2   | Ванг Хан           | Кина             | 356,40        | 2.            | 345,80            | 3.                | 372,85            | 2.                |
| 3   | Медисон Кини       | Аустралија       | 341,00        | 3.            | 348,10            | 2.                | 367,05            | 3.                |
| 4.  | Џенифер Абел       | Канада           | 318,75        | 4.            | 339,90            | 4.                | 333,35            | 4.                |
| 5.  | Сајака Миками      | Јапан            | 291,60        | 8.            | 307,95            | 7.                | 323,05            | 5.                |
| 6.  | Естер Ћин          | Аустралија       | 272,10        | 15.           | 286,40            | 12.               | 302,85            | 6.                |
| 7.  | Памела Вер         | Канада           | 307,95        | 5.            | 308,00            | 6.                | 290,20            | 7.                |
| 8.  | Грејс Рид          | Велика Британија | 277,95        | 13.           | 300,75            | 8.                | 286,95            | 8.                |
| 9.  | Нг Јен Ји          | Малезија         | 279,30        | 12.           | 288,60            | 10.               | 282,40            | 9.                |
| 10. | Тина Пунцел        | Немачка          | 293,05        | 7.            | 309,40            | 5.                | 281,00            | 10.               |
| 11. | Викторија Кесар    | Украјина         | 258,60        | 18.           | 300,25            | 9.                | 276,45            | 11.               |
| 12. | Инге Јансен        | Холандија        | 288,15        | 10.           | 286,80            | 11.               | 268,20            | 12.               |
| 13. | Елизабет Куј       | Нови Зеланд      | 273,90        | 14.           | 284,10            | 13.               | Нису се пласирале | Нису се пласирале |
| 14. | Сара Бејкон        | Сједињене Државе | 295,95        | 6.            | 282,65            | 14.               | Нису се пласирале | Нису се пласирале |
| 15. | Јелена Фјодорова   | Украјина         | 288,00        | 11.           | 279,10            | 15.               | Нису се пласирале | Нису се пласирале |
| 16. | Џулија Винсент     | Јужна Африка     | 268,30        | 16.           | 275,85            | 16.               | Нису се пласирале | Нису се пласирале |
| 17. | Кјара Пелакани     | Италија          | 290,00        | 9.            | 275,10            | 17.               | Нису се пласирале | Нису се пласирале |
| 18. | Јелена Черњих      | Русија           | 266,70        | 17.           | 264,45            | 18.               | Нису се пласирале | Нису се пласирале |
| 19. | Ема Гулстранд      | Шведска          | 258,10        | 19.           | Нису се пласирале | Нису се пласирале | Нису се пласирале | Нису се пласирале |
| 20. | Жесика Фавр        | Швајцарска       | 258,00        | 20.           | Нису се пласирале | Нису се пласирале | Нису се пласирале | Нису се пласирале |
| 21. | Ким Суџи           | Јужна Кореја     | 256,95        | 21.           | Нису се пласирале | Нису се пласирале | Нису се пласирале | Нису се пласирале |
| 22. | Јулијана Клиујева  | Русија           | 251,70        | 22.           | Нису се пласирале | Нису се пласирале | Нису се пласирале | Нису се пласирале |
| 23. | Клер Крајан        | Ирска            | 250,25        | 23.           | Нису се пласирале | Нису се пласирале | Нису се пласирале | Нису се пласирале |
| 24. | Паола Еспиноза     | Мексико          | 250,15        | 24.           | Нису се пласирале | Нису се пласирале | Нису се пласирале | Нису се пласирале |
| 25. | Нур Дабита Сабри   | Малезија         | 249,05        | 25.           | Нису се пласирале | Нису се пласирале | Нису се пласирале | Нису се пласирале |
| 26. | Скарлет Мју Џенсен | Велика Британија | 247,90        | 26.           | Нису се пласирале | Нису се пласирале | Нису се пласирале | Нису се пласирале |
| 27. | Аљона Хамулкна     | Белорусија       | 246,95        | 27.           | Нису се пласирале | Нису се пласирале | Нису се пласирале | Нису се пласирале |
| 28. | Мишел Хајмберг     | Швајцарска       | 241,65        | 28.           | Нису се пласирале | Нису се пласирале | Нису се пласирале | Нису се пласирале |
| 29. | Брук Шулц          | Сједињене Државе | 241,45        | 29.           | Нису се пласирале | Нису се пласирале | Нису се пласирале | Нису се пласирале |
| 30. | Долорес Ернандез   | Мексико          | 240,90        | 30.           | Нису се пласирале | Нису се пласирале | Нису се пласирале | Нису се пласирале |
| 31. | Дијана Пинеда      | Колумбија        | 239,45        | 31.           | Нису се пласирале | Нису се пласирале | Нису се пласирале | Нису се пласирале |
| 32. | Лена Хеншел        | Немачка          | 238,10        | 32.           | Нису се пласирале | Нису се пласирале | Нису се пласирале | Нису се пласирале |
| 33. | Вивијана Урибе     | Колумбија        | 235,90        | 33.           | Нису се пласирале | Нису се пласирале | Нису се пласирале | Нису се пласирале |
| 34. | Елена Бертоки      | Италија          | 235,45        | 34.           | Нису се пласирале | Нису се пласирале | Нису се пласирале | Нису се пласирале |
| 35. | Микаела Бутер      | Јужна Африка     | 233,15        | 35.           | Нису се пласирале | Нису се пласирале | Нису се пласирале | Нису се пласирале |
| 36. | Хеле Туксен        | Норвешка         | 229,40        | 36.           | Нису се пласирале | Нису се пласирале | Нису се пласирале | Нису се пласирале |
| 37. | Каја Скжек         | Пољска           | 226,80        | 37.           | Нису се пласирале | Нису се пласирале | Нису се пласирале | Нису се пласирале |
| 38. | Неа Имонен         | Финска           | 225,75        | 38.           | Нису се пласирале | Нису се пласирале | Нису се пласирале | Нису се пласирале |
| 39. | Ешли Тан           | Сингапур         | 221,45        | 39.           | Нису се пласирале | Нису се пласирале | Нису се пласирале | Нису се пласирале |
| 40. | Чо Унби            | Јужна Кореја     | 221,15        | 40.           | Нису се пласирале | Нису се пласирале | Нису се пласирале | Нису се пласирале |
| 41. | Луана Лира         | Бразил           | 220,20        | 41.           | Нису се пласирале | Нису се пласирале | Нису се пласирале | Нису се пласирале |
| 42. | Маха Ејса          | Египат           | 217,70        | 42.           | Нису се пласирале | Нису се пласирале | Нису се пласирале | Нису се пласирале |
| 43. | Жулијана Велосо    | Бразил           | 206,70        | 43.           | Нису се пласирале | Нису се пласирале | Нису се пласирале | Нису се пласирале |
| 44. | Марцела Марић      | Хрватска         | 197,05        | 44.           | Нису се пласирале | Нису се пласирале | Нису се пласирале | Нису се пласирале |
| 45. | Алисон Мајљард     | Чиле             | 190,25        | 45.           | Нису се пласирале | Нису се пласирале | Нису се пласирале | Нису се пласирале |
| 46. | Шеј Бодингтон      | Нови Зеланд      | 176,85        | 46.           | Нису се пласирале | Нису се пласирале | Нису се пласирале | Нису се пласирале |
| 47. | Емилија Нилсон     | Шведска          | 176,60        | 47.           | Нису се пласирале | Нису се пласирале | Нису се пласирале | Нису се пласирале |
| 48. | Индре Гирдаускајте | Литванија        | 157,05        | 48.           | Нису се пласирале | Нису се пласирале | Нису се пласирале | Нису се пласирале |
| 49. | Чен Лам            | Хонгконг         | 150,75        | 49.           | Нису се пласирале | Нису се пласирале | Нису се пласирале | Нису се пласирале |
| 50. | Маха Абделсалам    | Египат           | 133,75        | 50.           | Нису се пласирале | Нису се пласирале | Нису се пласирале | Нису се пласирале |
| 51. | Леј Менг Хин       | Макао            | 94,00         | 51.           | Нису се пласирале | Нису се пласирале | Нису се пласирале | Нису се пласирале |